# Denisa Billá
Denisa Billá (* 15. ledna 1986) je bývalá česká florbalistka a reprezentantka. V Extralize žen hrála v letech 2002 až 2020, zejména v týmu Děkanka/Tigers, se kterým získala osm mistrovských titulů. S národním týmem vybojovala na Mistrovství světa v roce 2011 bronz.

## Klubová kariéra
Billá s florbalem začínala v klubu SSK Future. V 16 letech přestoupila do Tatranu Střešovice, za které od sezóny 2002/2003 začala hrát v Extralize žen. Již od začátku patřila k nejproduktivnějším hráčkám týmu. V sezónách 2003/2004 a 2004/2005 získala s Tatranem vicemistrovský titul.
Sezónu 2005/2006 strávila ve finské nejvyšší soutěži v klubu Tapanilan Erä. Tým prohrál zápas o třetí místo, ve kterém byla Billá vyhlášena nejlepší hráčkou.
V roce 2006 ženský tým Tatranu přešel do samostatného klubu 1. HFK Děkanka a Billá po návratu do Česka s ním. Z Děkanky se v roce 2009 oddělil klub Herbadent Tigers SJM. Billá s těmito kluby v letech 2007 až 2013 získala sedm mistrovských titulů v řadě. Z toho v roce 2013 vstřelila ve finále rozhodující gól. Dále získaly v letech 2006 až 2013 osm českých pohárových titulů v řadě a v letech 2008 a 2009 bronz na Poháru mistrů. Osmý ligový titul získala s Tigers (již pod novým názvem TIGERS FK Jižní Město) v sezóně 2016/2017, kdy ve finále vstřelila dva góly.
S Tatranem a Tigers také v letech 2004, 2006 až 2010 a 2012 sedmkrát zvítězila na turnaji Czech Open, rekord který překonala až v roce 2022 Eliška Krupnová. V sezóně 2018/2019 překonala historický rekord Ilony Novotné 504 bodů v základní části Extraligy. V bodování playoff je na druhém místě za Anet Jarolímovou.
Po sezóně 2018/2019 se po 13 letech vrátila do Tatranu, kde v následujícím ročníku překonala rekord Zuzany Macurové v počtu odehraných zápasů v základní části Extraligy (ji samotnou pak o tři roky později překonala Marcela Urbanová). Na konci roku 2020 přerušila kariéru a k vrcholovému florbalu se již nevrátila.

## Reprezentační kariéra
Billá reprezentovala Česko na prvním mistrovství světa juniorek 2004, kde byla jako nejproduktivnější česká hráčka zařazena do All Star týmu, přestože její tým skončil až na pátém místě.
Za ženskou reprezentaci hrála na všech mistrovstvích světa mezi lety 2003 a 2017. S osmi účastmi drží český rekord. Na šampionátu v roce 2011 získala první českou bronzovou medaili. Naopak v letech 2003 a 2005 se s českým týmem umístila na historicky nejhorším sedmém místě. Na turnaji v roce 2015 byla kapitánkou reprezentace. Na Euro Floorball Tour v roce 2008 vstřelila vyrovnávací gól v první remíze se Švédskem v historii. O rok později byla i u první remízy s Finskem a v roce 2013 ho poprvé porazily.
Jako první česká hráčka odehrála 100 reprezentačních utkání. Je celosvětovou rekordmankou v počtu odehraných zápasů na mistrovstvích. Držela i český rekord v celkovém počtu odehraných zápasů za národní výběr, v čemž ji v roce 2021 překonala Hana Koníčková. Na mistrovství v roce 2017 překonala celkovými 25 body český historický rekord Elišky Vrátné v produktivitě na mistrovstvích světa. Na dalším šampionátu v roce 2019 ji pak překonaly tři hráčky, Eliška Krupnová, Tereza Urbánková a Denisa Ratajová. Celkově v reprezentaci působila ve své době rekordních 15 let.
| Umístění         | Soutěž                                                          |
| ---------------- | --------------------------------------------------------------- |
| 7.               | Mistrovství světa ve florbale žen 2003                          |
| 5.               | Mistrovství světa ve florbale žen do 19 let 2004 (All Star tým) |
| 7.               | Mistrovství světa ve florbale žen 2005                          |
| 5.               | Mistrovství světa ve florbale žen 2007                          |
| 4.               | Mistrovství světa ve florbale žen 2009                          |
| Bronzová medaile | Mistrovství světa ve florbale žen 2011                          |
| 4.               | Mistrovství světa ve florbale žen 2013                          |
| 4.               | Mistrovství světa ve florbale žen 2015 (kapitánka)              |
| 4.               | Mistrovství světa ve florbale žen 2017                          |

## Ocenění
V letech 2004 a 2013 byla zvolena nejlepší českou florbalistkou sezony a ve druhém případě i nejužitečnější hráčkou Extraligy.